# Jaguar XJ (Mark I)
Jaguar XJ (Mark I) bezeichnet die erste Generation der britischen Oberklasse-Limousine Jaguar XJ. Eingeführt im Jahr 1968, wurde der Typ 1973 mit der Serie II und 1979 mit der Serie III jeweils einer Modellpflege unterzogen und bis 1992 gebaut.
Der Jaguar XJ war der letzte Entwurf von William Lyons, dem Gründer von Jaguar. Auf der Mondial de l’Automobile in Paris wurde am 26. September 1968 der XJ 6 mit Sechszylinder-Reihenmotor und 2,8 bzw. 4,2 Litern Hubraum vorgestellt. Der lang erwartete XJ 12 mit dem 5,3-Liter-Zwölfzylinder-V-Motor des E-Type kam 1972 hinzu und war 15 Jahre lang bis zum Erscheinen des BMW 750i das einzige viertürige Pkw-Modell mit Zwölfzylindermotor auf dem deutschen Markt.
Der 1973 vorgestellte Series II unterschied sich vom Vorgänger durch den höher gerückten vorderen Stoßfänger, die im Bereich der Spritzwand neu konstruierte Karosserie und das völlig neue Heizungs- und Belüftungssystem, beim XJ 12 mit Klimaautomatik. Der XJ 12 erhielt 1975 die elektronische Saugrohreinspritzung D-Jetronic. Die zweitürigen Coupés XJ 4.2 C und XJ 5.3 C bereicherten bis 1977 die Modellpalette. Die Serie III von 1979 zeichnete sich durch eine neu gestaltete Dachlinie, gummibewehrte Stoßfänger, neue Türen mit Klapptürgriffen und eine Saugrohreinspritzung auch für den 4,2-Liter-Motor aus. Von diesen drei Serien entstanden von 1968 bis 1992 insgesamt über 400.000 Exemplare. Die Bezeichnungen XJ 6 und XJ 12 wurden für die Nachfolger mit den internen Codes XJ40, XJ81, X300 und X330 beibehalten. Das Kürzel XJ war auch Namensbestandteil der darauf folgenden Modellreihen X308 und X350.

## XJ Serie I (1968 bis 1973)

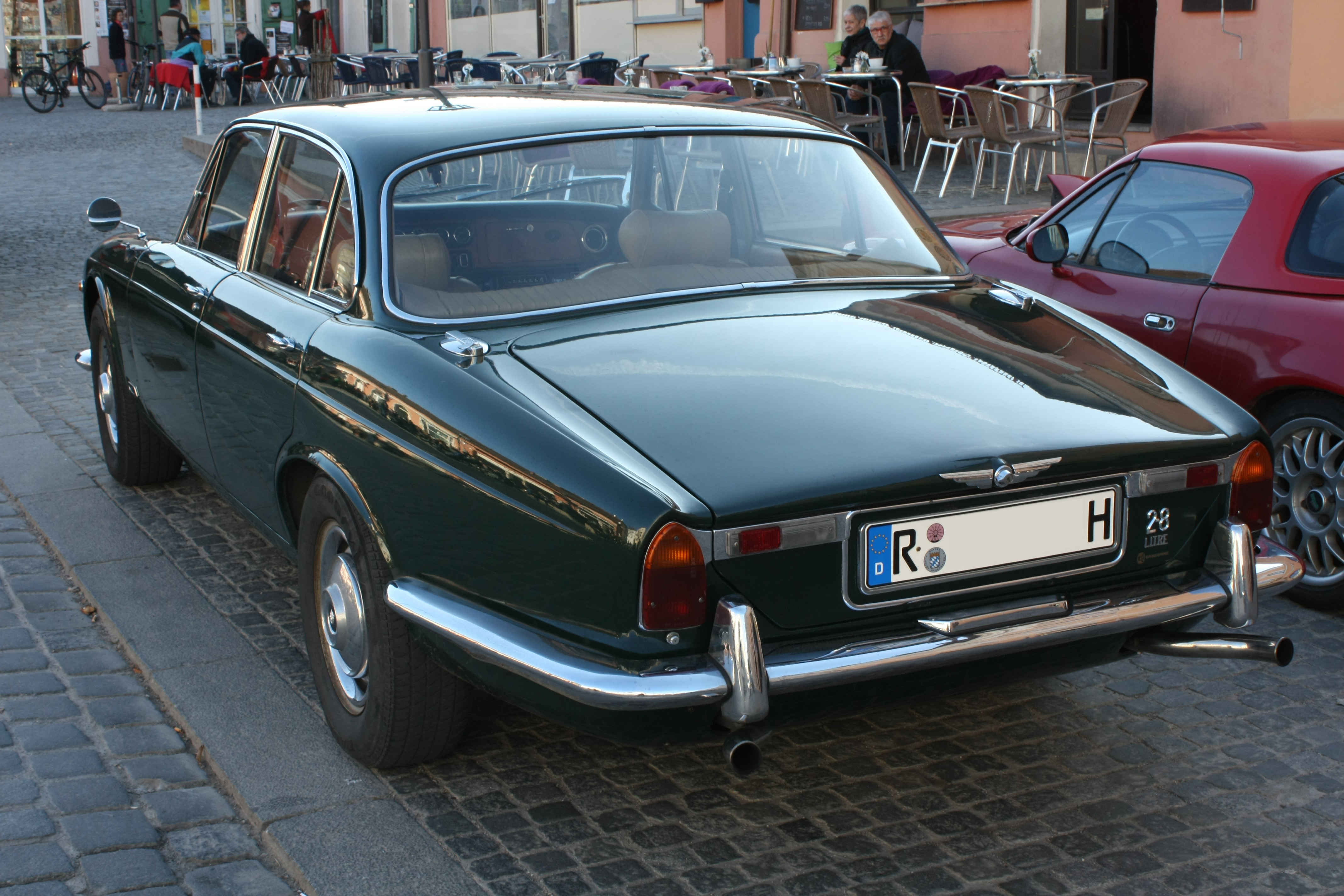
Jaguar XJ6 2.8

Der Jaguar XJ 6 ersetzte ab September 1968 zunächst die Modelle 340, den S-Type und den 420. Der 240, der Daimler 250 V8, der Daimler Sovereign (Daimler-Version des 420) und der 420 G wurden zunächst noch weiter produziert.
Der XJ 6 hatte entweder den bekannten XK-Sechszylinder-Reihenmotor mit 4,2 Litern Hubraum oder eine neue Version  dieses Motors mit kürzerem Hub und 2,8 Litern Hubraum. Wie schon beim 420 waren jeweils zwei Vergaser vorgesehen, so dass eine Leistung mit 245 beziehungsweise 180 bhp realistisch war. Erstmals gab Jaguar die Leistung auch nach der DIN-Norm an: 186 und 149 PS (136/109 kW). Die Höchstgeschwindigkeit lag bei 205 km/h (4,2 l mit Handschaltgetriebe und Overdrive) oder 180 km/h (2,8 l mit Handschaltgetriebe und Overdrive). Über ein Viergang-Schaltgetriebe – wahlweise mit elektrisch zuschaltbarem Overdrive von Laycock-de Normanville – oder auf Wunsch über ein Dreigang-Borg-Warner 35 Automatikgetriebe wurden die Hinterräder angetrieben. Ein Sperrdifferential war beim 4.2 Litre optional erhältlich, in manchen Ländern (etwa der Schweiz) Serienausstattung. Die Konstruktion der hinteren Einzelradaufhängung an Doppelquerlenkern mit zusätzlichen Längslenkern stammte aus dem E-Type. Ihr Hilfsrahmen war weich in Gummi gelagert, was zusammen mit den Längslenkern eine Passivlenkung der Hinterachse bewirkte und das Übersteuern des Wagens verringerte. Die hydraulische Bremsanlage mit zwei Bremskreisen arbeitete mit Dreikolben-Bremszangen von Girling vorn, hinten waren die Scheibenbremsen innenliegend (am Differential) und mit kleinen Bremsklötzen für die Feststellbremse kombiniert. Dunlop hatte für den XJ 6 eigens einen neuen Gürtelreifen entwickelt, den SP Sport in der Größe E70 VR 15 (entspricht der Größe 205/70VR15).
Vom 2.8 Litre wurde in den Prospekten anfangs eine einfache Ausführung ohne Lenkservo und ohne Mittelarmlehne zwischen den Vordersitzen aufgeführt (vermutlich wurde aber kein solches Fahrzeug wirklich ausgeliefert) sowie eine weitere mit der Bezeichnung de Luxe, deren Ausstattung dem 4.2 entsprach.
Im Herbst 1969 stellte Jaguar die Daimler-Versionen des XJ 6 namens Sovereign 2.8 und Sovereign 4.2 vor, die sowohl den Daimler 250 V8 als auch den einstigen Daimler Sovereign ersetzten. Kurz zuvor war die Produktion des Jaguar 240 eingestellt worden. Als 1970 auch die Herstellung des 420 G auslief, verblieb der XJ6 als einzige Limousinenbaureihe bei Jaguar/Daimler (abgesehen von der Staatskarosse DS 420).
1972 kam der XJ 12 mit dem Schwestermodell Daimler Double-Six hinzu. Double-Six war bereits die Bezeichnung des ersten Zwölfzylinders von Daimler in den späten zwanziger Jahren gewesen. XJ 12 und Double-Six hatten den gleichen 5,3-Liter-Zwölfzylinder und die innenbelüfteten vorderen Bremsscheiben wie der E-Type V12. Die Motorleistung wurde mit 269 DIN-PS (198 kW) angegeben. Es folgte nur einen Monat später die Premiere des besonders luxuriös ausgestatteten Daimler Double-Six Vanden Plas mit längerem Radstand. Auch die Versionen XJ 6 4.2, Daimler Sovereign 4.2 und Jaguar XJ 12 L waren auf dem heimischen Markt ab Herbst 1972 mit dem längeren Radstand erhältlich.

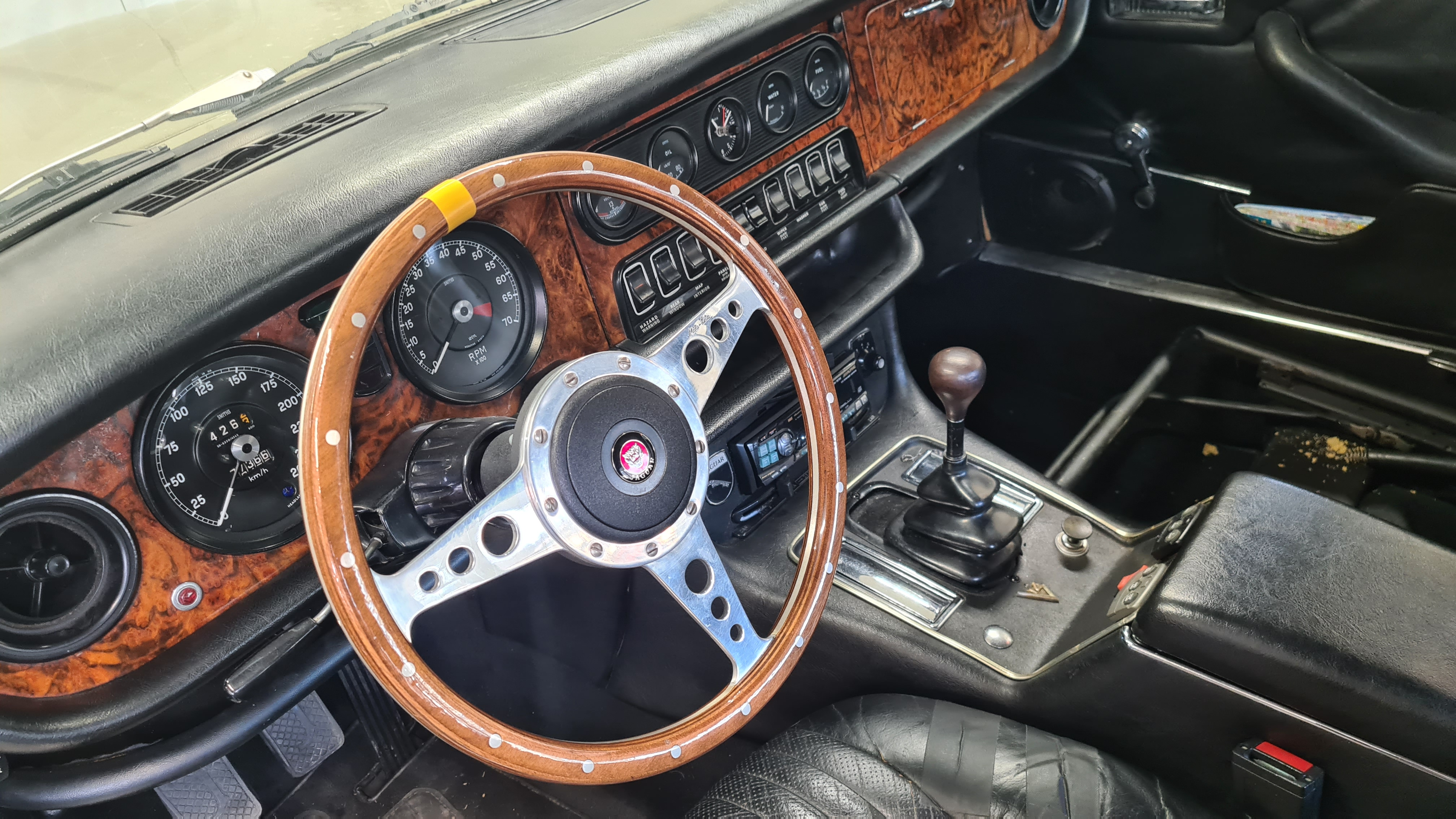
XJ12 Serie 1: Umbau auf manuelles 5-Gang-Getriebe, Motor von Vergaser auf Einspritzung umgebaut

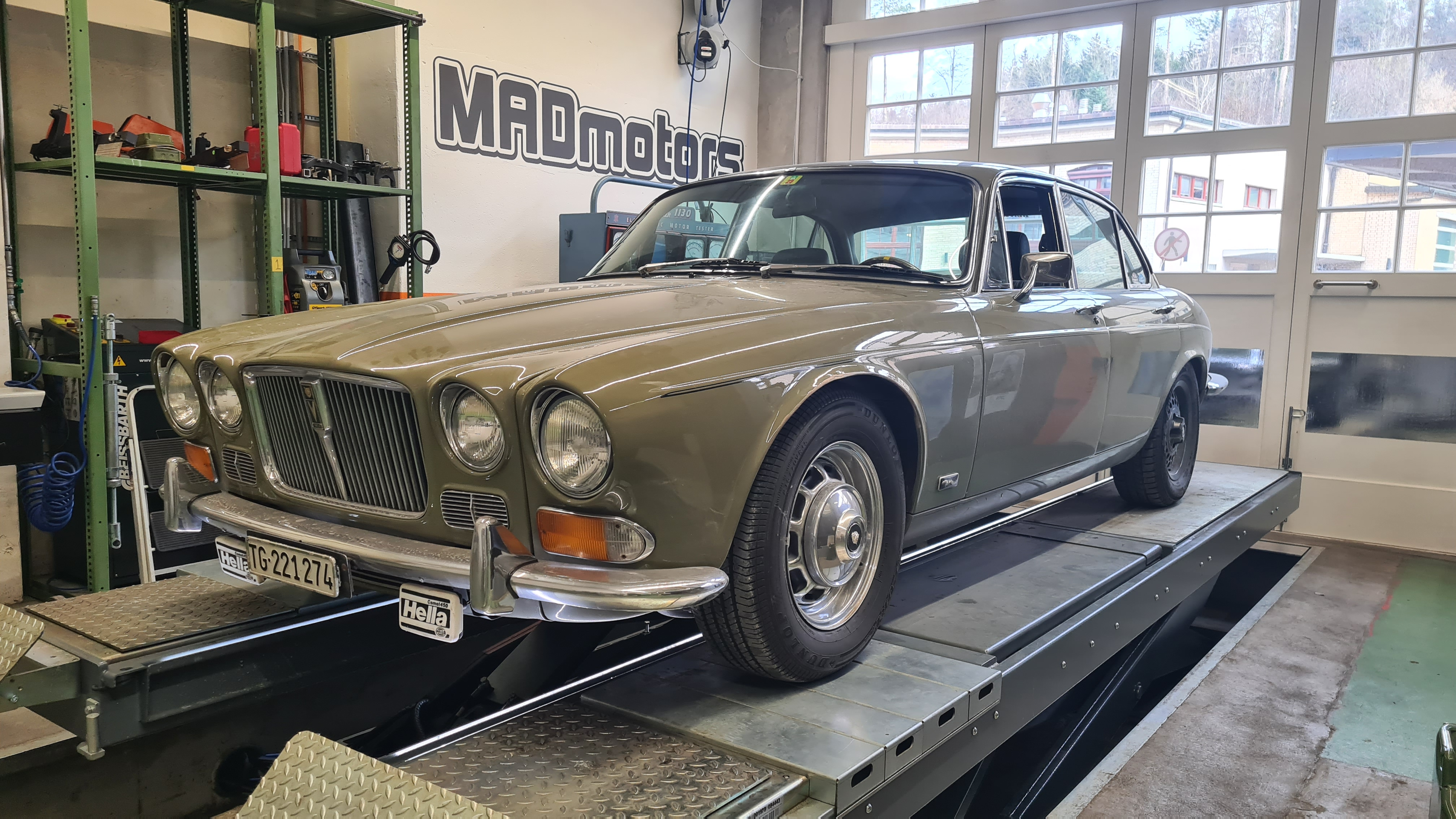
Der V12-Motor wurde von Vergaser auf Einspritzung umgebaut

Von der Serie I wurden 98.343 Stück hergestellt, bis 1973 wegen neuer amerikanischer Vorschriften, die eine höher angebrachte vordere Stoßstange obligatorisch machten, die Serie II eingeführt wurde.
|                                        | XJ 2.8 | XJ 4.2 | XJ 12 |
| -------------------------------------- | --- | --- | --- |
| Motor:                                 | 6-Zylinder-Reihenmotor (Viertakt) | 6-Zylinder-Reihenmotor (Viertakt) | 12-Zylinder-V-Motor (Viertakt), Gabelwinkel 60° |
| Hubraum:                               | 2791 cm³ | 4235 cm³ | 5343 cm³ |
| Bohrung × Hub:                         | 83 × 86 mm | 92,07 × 106 mm | 90 × 70 mm |
| Leistung bei 1/min:                    | 104 kW (142 PS) bei 5500 | 133 kW (186 PS) bei 4750 | 198 kW (269 PS) bei 6000 |
| Max. Drehmoment bei 1/min:             | 203 Nm bei 4250 | 310 Nm bei 3000 | 407 Nm bei 3000 |
| Verdichtung:                           | 8,0:1 | 9,0:1 | 9,0:1 |
| Gemischaufbereitung:                   | 2 Horizontalvergaser SU HD8 | 2 Horizontalvergaser SU HD8 | 4 Horizontalvergaser Zenith 175 CD SE |
| Ventilsteuerung:                       | 2 obenliegende Nockenwellen, Antrieb über Kette | 2 obenliegende Nockenwellen, Antrieb über Kette | 2 × 1 obenliegende Nockenwelle, Antrieb über Kette |
| Kühlung:                               | Wasserkühlung | Wasserkühlung | Wasserkühlung |
| Getriebe:                              | Vollsynchronisiertes 4-Gang-Getriebe a.W. mit Overdrive oder Borg-Warner-Dreigangautomatik Hinterradantrieb                                                             | Vollsynchronisiertes 4-Gang-Getriebe a.W. mit Overdrive oder Borg-Warner-Dreigangautomatik Hinterradantrieb                                                             | Borg-Warner-Dreigangautomatik Hinterradantrieb |
| Radaufhängung vorn:                    | doppelte Dreieckslenker, Schraubenfedern, Stabilisator | doppelte Dreieckslenker, Schraubenfedern, Stabilisator | doppelte Dreieckslenker, Schraubenfedern, Stabilisator |
| Radaufhängung hinten:                  | gummigelagerter Hilfsrahmen, Doppelquerlenker: unten innen und außen gegabelte Querlenker und Längslenker, Antriebswellen als obere Querlenker, je zwei Schraubenfedern | gummigelagerter Hilfsrahmen, Doppelquerlenker: unten innen und außen gegabelte Querlenker und Längslenker, Antriebswellen als obere Querlenker, je zwei Schraubenfedern | gummigelagerter Hilfsrahmen, Doppelquerlenker: unten innen und außen gegabelte Querlenker und Längslenker, Antriebswellen als obere Querlenker, je zwei Schraubenfedern |
| Bremsen:                               | Scheibenbremsen rundum, Servo | Scheibenbremsen rundum, Servo | Scheibenbremsen rundum, Servo |
| Lenkung:                               | Zahnstangenlenkung mit Servo | Zahnstangenlenkung mit Servo | Zahnstangenlenkung mit Servo |
| Karosserie:                            | Stahlblech, selbsttragend | Stahlblech, selbsttragend | Stahlblech, selbsttragend |
| Spurweite vorn/hinten:                 | 1470/1490 mm | 1470/1490 mm | 1470/1480 mm |
| Radstand:                              | 2765 mm XJ 4.2 L/XJ 12 L: 2865 mm | 2765 mm XJ 4.2 L/XJ 12 L: 2865 mm | 2765 mm XJ 4.2 L/XJ 12 L: 2865 mm |
| Abmessungen:                           | 4815 × 1770 × 1345 mm XJ 4.2 L/XJ 12 L: 4915 × 1770 × 1345 mm | 4815 × 1770 × 1345 mm XJ 4.2 L/XJ 12 L: 4915 × 1770 × 1345 mm | 4815 × 1770 × 1345 mm XJ 4.2 L/XJ 12 L: 4915 × 1770 × 1345 mm |
| Leergewicht:                           | 1630 kg | 1676–1720 kg | 1760–1800 kg |
| Höchstgeschwindigkeit (Werk):          | 190 km/h | 204 km/h | 225 km/h |
| 0–97/0–100 km/h (Werk):                | 11 s | 8,7 s | 8,1 s |
| Verbrauch (Liter/100 Kilometer, Werk): | 12,3–15,7 S | 16,6 S | 18–26 S |
| Preis:                                 | DM 26.617 (1973) | DM 33.545 (1973) | DM 41.000 (1973) |
| Produktionszahlen:                     | 6.125 Linkslenker 13.301 Rechtslenker | 25.505 Linkslenker 33.467 Rechtslenker; 1 Linkslenker L 583 Rechtslenker L                                                                                              | 1.762 Linkslenker 720 Rechtslenker; 3 Linkslenker L 750 Rechtslenker L                                                                                                  |

## XJ Serie II (1973 bis 1979)

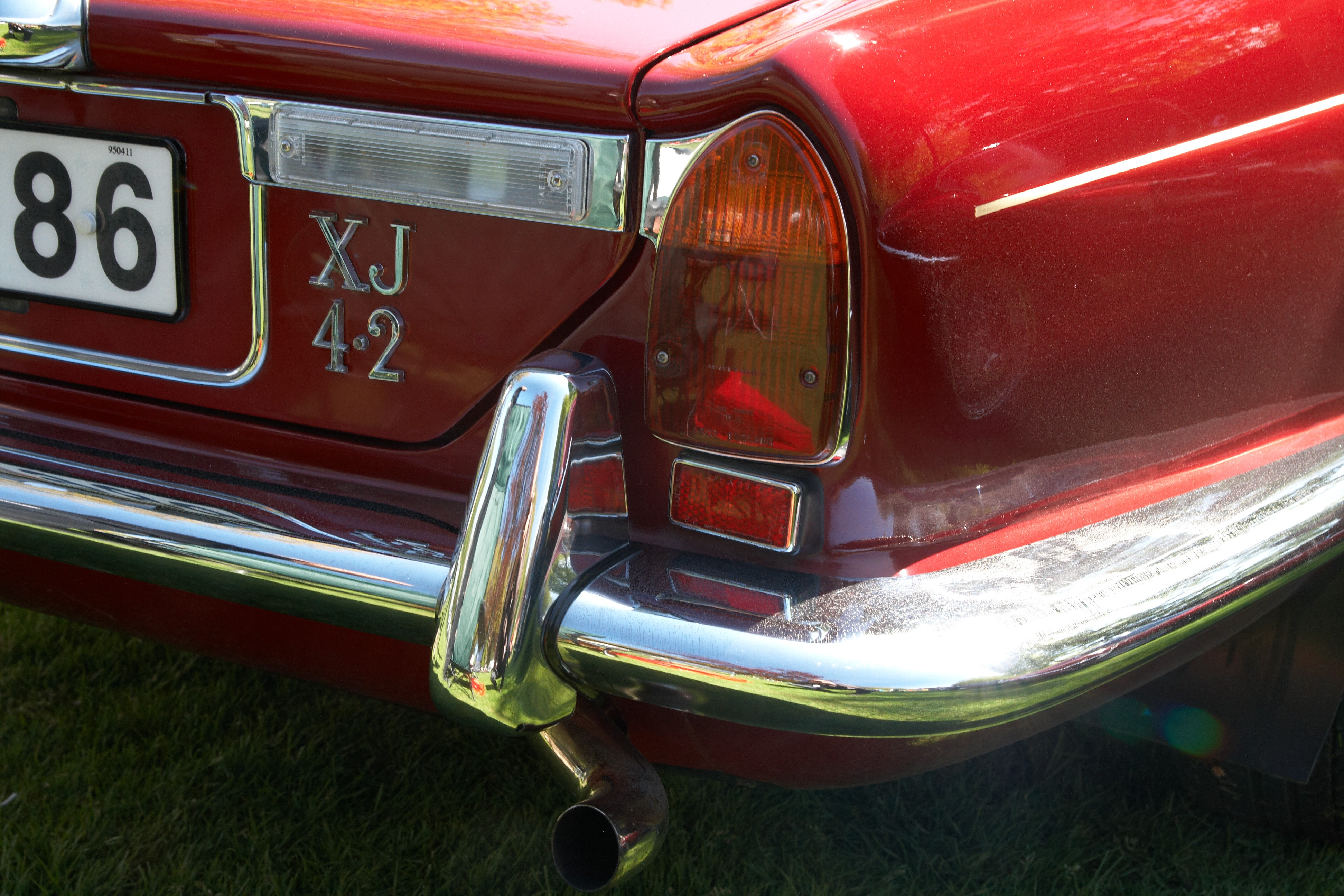
Detail der Heckpartie eines XJ 4.2

Im September 1973 wurde auf der IAA in Frankfurt am Main die XJ-Serie II vorgestellt, die als viertürige Limousine sowohl mit kurzem als auch mit langem Radstand erhältlich war. Später kam eine zweitürige Version hinzu, die nur kurzzeitig angeboten wurde und vorübergehend auch im Motorsport zum Einsatz kam.

### Limousine
Folgende Varianten der Serie II-Limousine waren lieferbar:
- Jaguar XJ6 2.8 Litre (kurzer Radstand, nur für wenige Exportmärkte)
- Jaguar XJ6 4.2 Litre (kurzer Radstand)
- Jaguar XJ6 L (langer Radstand)
- Daimler Sovereign 4.2 (kurzer Radstand)
- Daimler Sovereign LWB (long wheel base; langer Radstand)
- Jaguar XJ12 L (langer Radstand)
- Daimler Double-Six (langer Radstand)
- Daimler Double-Six Vanden Plas (langer Radstand)

Der 4,2-Liter-Motor leistete inzwischen aufgrund zurückgenommener Verdichtung nur noch 172 DIN-PS, im Gegensatz zur frühen Serie I mit 186 DIN-PS (126 statt 136 kW). Im Zuge immer zahlreicherer Ausführungen wurde der Overdrive Serienausstattung.
Im Herbst 1974 wurde die Herstellung der Limousinen mit kurzem Radstand eingestellt. Hinzu kam stattdessen der Daimler Vanden Plas 4.2 mit serienmäßiger Schaltautomatik als besonders luxuriöse Ausführung des weiter hergestellten Sovereign LWB.
Die Leistung des V12 wurde im Frühjahr 1975 durch die Einführung der D-Jetronic-Saugrohreinspritzung angehoben, die Lucas auf die Bedürfnisse eines Zwölfzylinder-Motors umkonstruiert hatte, von 253 auf 287 DIN-PS (also von 186 auf 211 kW). Gleichzeitig wurde ein neuer 3,4-Liter-Sechszylinder mit 161 DIN-PS (118 kW) als Versionen XJ 3.4 und Daimler Sovereign 3.4 (beide mit langem Radstand) eingeführt. Die übrigen Jaguar-Modellbezeichnungen änderten sich außerhalb der USA in XJ 4.2 und XJ 5.3.
Wegen verschärfter Abgasvorschriften in USA wurde dort der 4,2 Liter ab Mai 1978 mit Kraftstoffeinspritzung angeboten. Insgesamt entstanden bis Februar 1979 91.227 Fahrzeuge der Serie II; davon wurden 14.226 Fahrzeuge mit dem Zwölfzylindermotor ausgeliefert. Davon waren 10.069 mit Linkslenkung und 4.157 mit Rechtslenkung.
Wenig bekannt ist, dass die Modelle Jaguar XJ6 und Jaguar XJ12 von 1970 bis 1981 von der Jaguar Cars of South Africa auch in Südafrika montiert wurden. Er erhielt dort eine eigenständige Farbpalette. Ein speziell für die Südafrikaner komponiertes Modell war der XJ6 Executive, der quasi eine „re-jaguarisierte“ Ausführung des Daimler Sovereign 4.2 darstellte.

### Das Coupé XJ-C

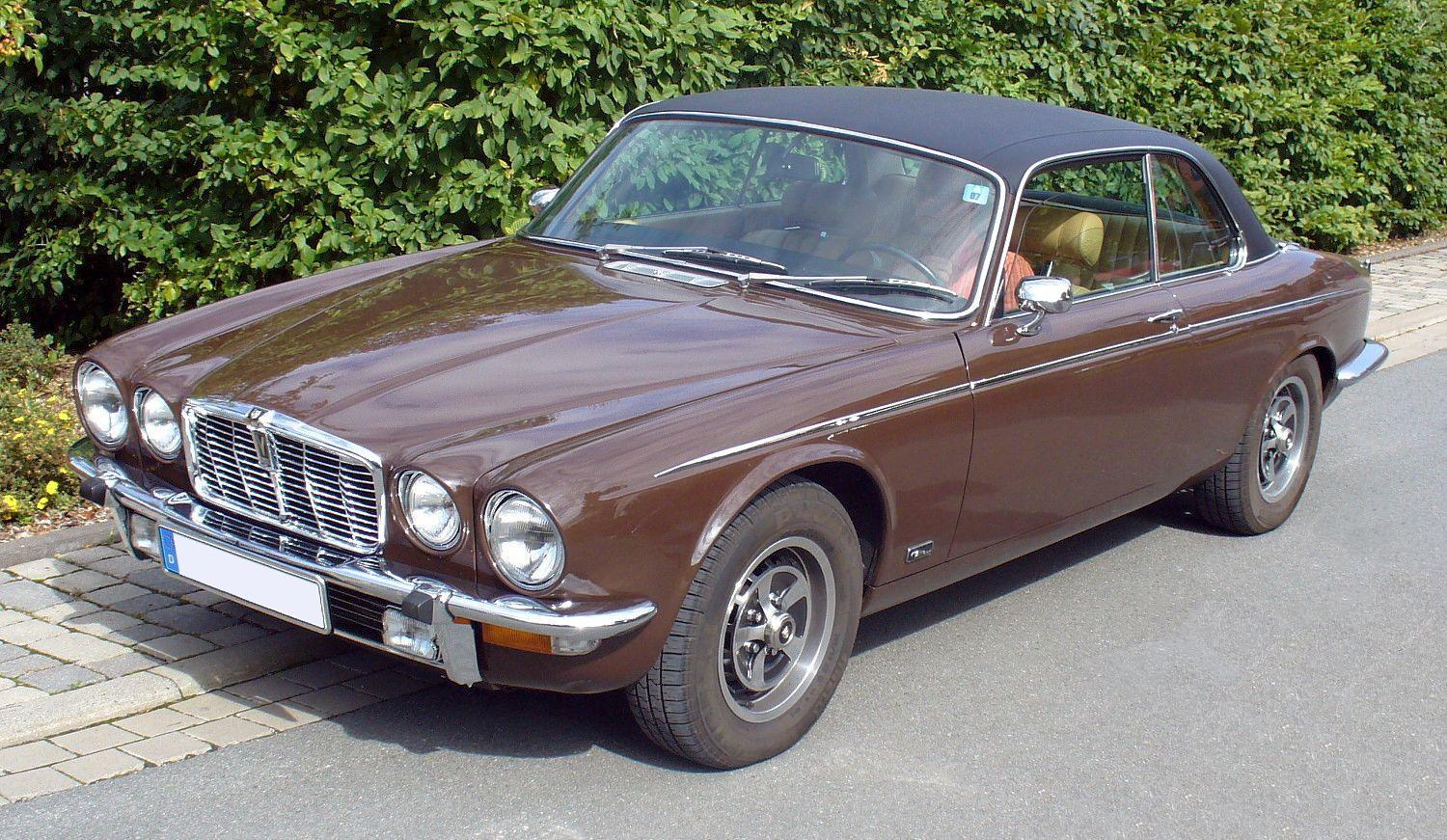
Jaguar XJ 5.3 Coupé

Bereits auf der IAA von 1973 war das neue XJ-Coupé als sicher attraktivste Variante der Serie II angekündigt worden, aber erst 1975 konnte es als
- XJ 4.2 C
- Daimler Sovereign Two-Door
- XJ 5.3 C
- Daimler Double-Six Two-Door

in die Serienproduktion gehen. Die rahmenlosen Seitenscheiben dieses Wagens, zwischen denen die B-Säulen aus Gründen der Optik völlig entfielen, von lästigen Windgeräuschen zu befreien, erwies sich als sehr schwierige technische Herausforderung. Die Produktion der Coupés wurde bereits im November 1977 eingestellt – wohl ein Versuch, die zunächst schwache Nachfrage nach dem erst 1975 vorgestellten Sportcoupé XJ-S etwas zu beleben. In dieser Zeit wurde auch die Herstellung des Daimler Sovereign 3.4 beendet. Bereits seit Frühjahr 1977 wurde bei den Zwölfzylindern eine GM-Dreigangautomatik (Turbo-Hydramatic 400) verbaut.
Das Karosseriebauunternehmen Ladbroke-Avon in Warwick stellte auf der Basis des XJ-C ab 1979 etwa ein Dutzend Cabriolets her und bot darüber hinaus auch Umbausätze an.

### Der XJ-C im Motorsport

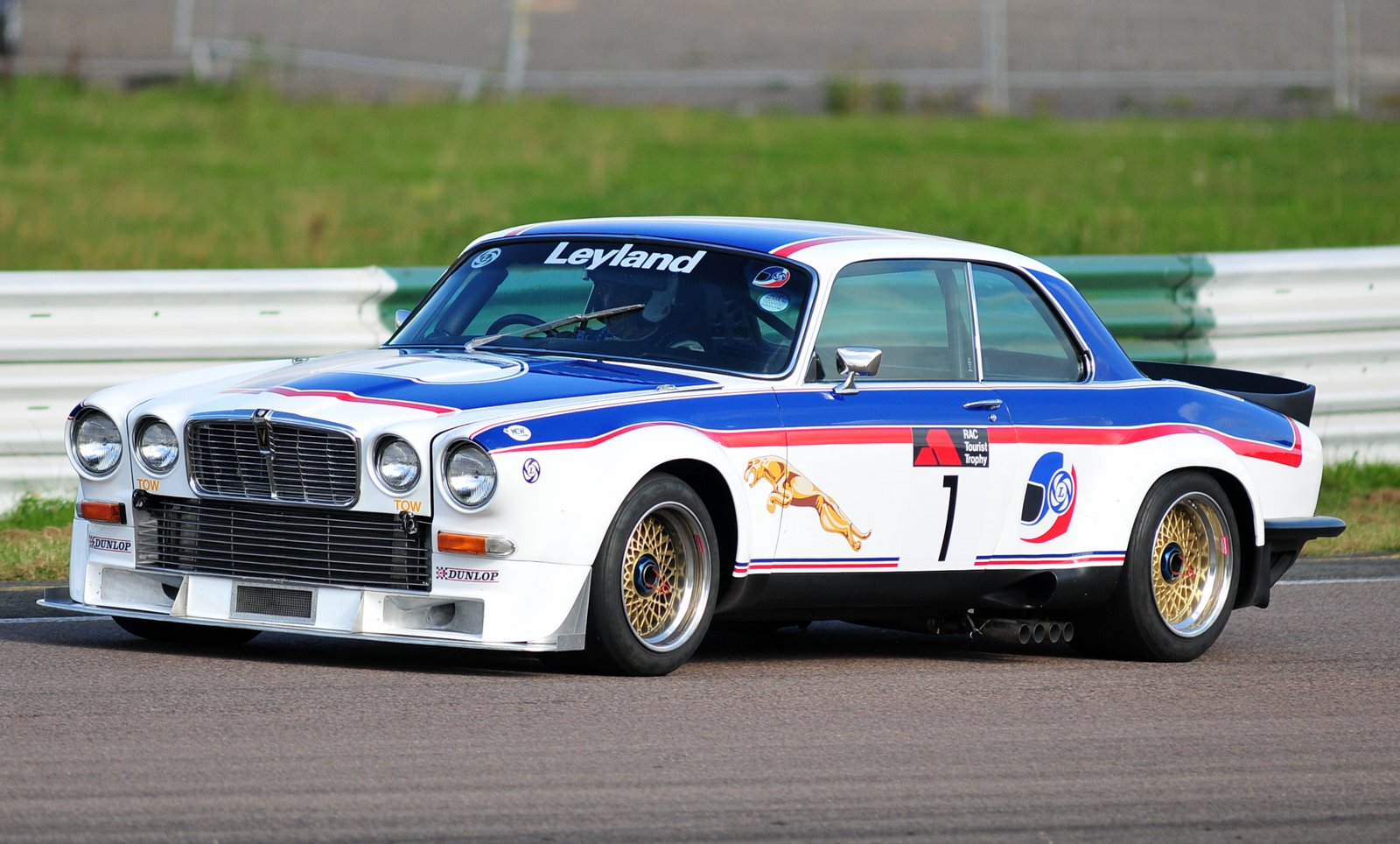
Ein von Broadspeed hergestellter XJ-C für den Tourenwagensport in der Lackierung von 1976

Der zweitürige XJ-C wurde in der zweiten Hälfte der 1970er-Jahre werksseitig im Tourenwagensport eingesetzt. British Leyland beauftragte den etablierten Tuningbetrieb Broadspeed mit der Entwicklung und Herstellung speziell überarbeiteter Wagen. Die Fahrzeuge waren mit dem 5,3 Liter großen Zwölfzylindermotor ausgestattet, der serienmäßige Nockenwellen und Stößel verwendete, aber überarbeitete Kolben einsetzte. Die maximale Leistung wurde bei 8.000 Umdrehungen pro Minute erreicht, das maximale Drehmoment bei 5.750 Umdrehungen. Die Kraftübertragung erfolgte über ein manuelles Getriebe mit modifizierten Übersetzungen. Fahrwerk, Auspuffanlage und Lenkung wurden ebenfalls den Rennbedürfnissen angepasst. Broadspeed stellte insgesamt vier Exemplare des Sportwagens her. Sie waren als Fahrzeuge der Gruppe 2 eingestuft und wurden 1976 und 1977 bei diversen Tourenwagenveranstaltungen von Derek Bell, David Hobbs, Andy Rouse und Steve Thompson gefahren. Das bemerkenswerteste Ergebnis erzielten Bell und Hobbs bei der vom Royal Automobile Club organisierten Tourist Trophy in Silverstone 1976, wo sie von der Pole-Position aus ins Rennen gingen und die schnellste Rundenzeit fuhren. Das Rennen konnten sie indes nicht beenden, da ihr Jaguar mit einem Reifenschaden vorzeitig ausfiel.

## XJ Serie III (1979 bis 1992)

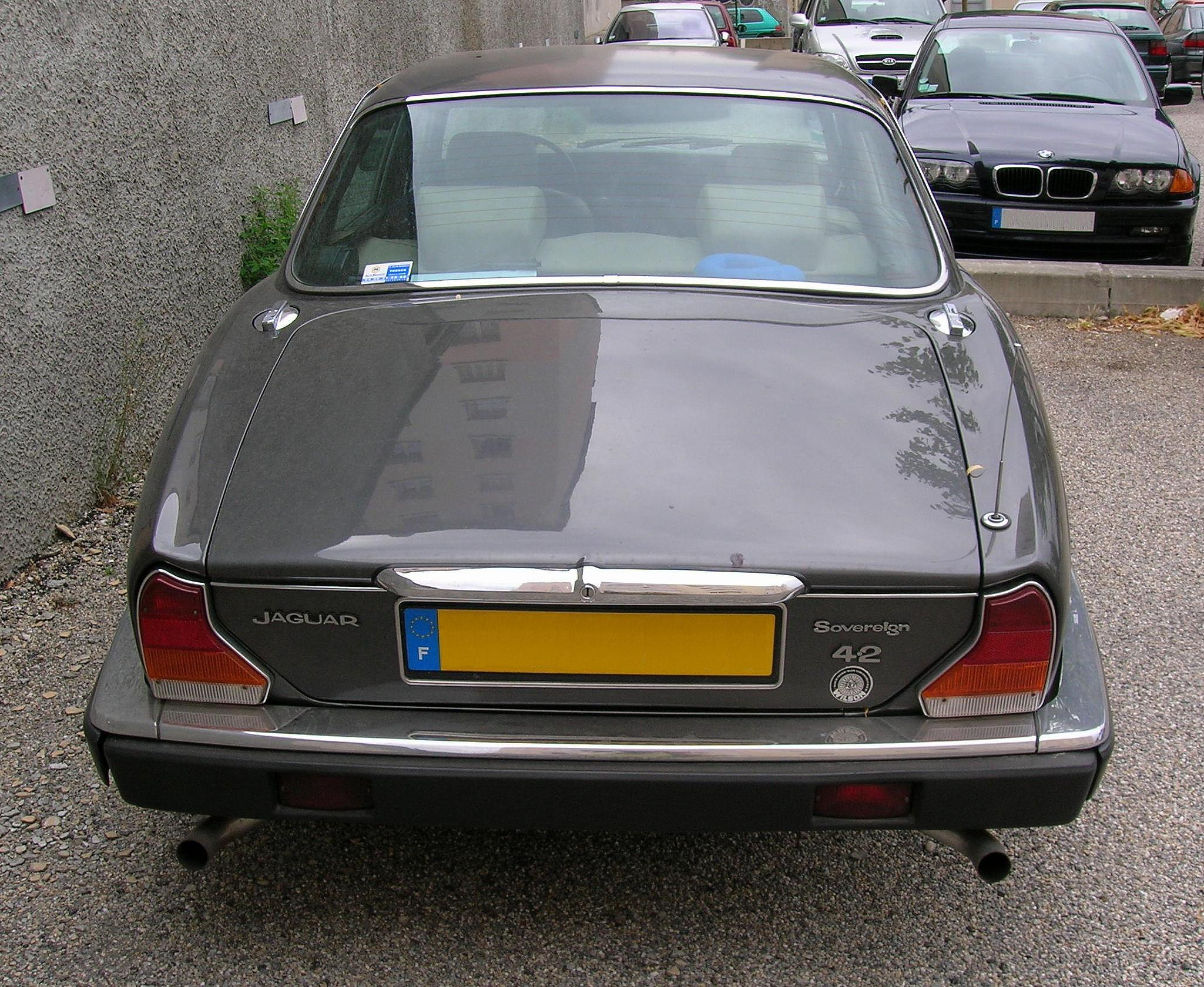
Jaguar Sovereign 4.2

Im März 1979 wurde in Schottland die dritte Generation des Jaguar XJ vorgestellt, die von Pininfarina stilistisch überarbeitet worden war. Die Serie III war an den größeren Fensterflächen, dem Kühlergrill mit senkrechten Streben, neu gestalteten, größeren Heckleuchten und den gummibelegten Stoßfängern erkennbar. Beim 4.2 wurden die Vergaser jetzt generell durch eine Einspritzanlage ersetzt; er leistete damit 205 DIN-PS statt zuletzt 168 DIN-PS (151 statt 124 kW).
Während die Daimler-Ausführungen bis dahin nahezu ausschließlich für den britischen Markt hergestellt worden waren, wurden diese ab dann auch in Kontinentaleuropa angeboten. Die Modellpalette gestaltete sich wie folgt (allesamt Limousinen auf langem Radstand):
- Jaguar XJ6 3.4
- Jaguar XJ6 4.2
- Daimler Sovereign
- Daimler Vanden Plas 4.2 (nur für Großbritannien)
- Jaguar XJ12 5.3
- Daimler Double Six (jetzt ohne Bindestrich)
- Daimler Double Six Vanden Plas

1981 bekam der V12 neue Zylinderköpfe mit „Fireball“-Brennräumen, die der Schweizer Ingenieur Michael May entwickelt hatte. Sie senkten den Verbrauch um etwa 2 Liter (Minimum 18 auf 16) und wurden H.E. (für High Efficiency) genannt. Die maximale Leistung wurde mit 295 DIN-PS (217 kW) angegeben. Durch die H.E.-Konstruktion hatte der Zylinderkopf eine ungewöhnliche Anordnung der Zündkerzen (von der Seite). Dies führte dazu, dass zwei Zündkerzen nicht ohne die Demontage von Anbauteilen auswechselbar sind. Aus diesem Grund werden sie häufig beim Wechseln ausgelassen. Für die Sechszylinder gab es ein Fünfgang-Schaltgetriebe, das aber erst ab etwa 1982 lieferbar war.
Im Herbst 1982 wurde das Modellprogramm für Kontinentaleuropa – mit umgestalteter Mittelkonsole – grundlegend neu strukturiert, da die nobleren Daimler-Ausführungen mit ihren Absatzzahlen die einfacheren Jaguarausführungen zu überholen drohten. Der Daimler Sovereign wurde zum Jaguar Sovereign 4.2, der Daimler Double Six zum Jaguar Sovereign H.E. und der Daimler Double Six Vanden Plas zum Jaguar Vanden Plas H.E. Für die Schweiz kam zum XJ6 4.2 noch eine besondere Ausführung mit weiter verbesserter Ausstattung, namens XJ6 Swiss hinzu. In Amerika, wo nur der XJ6 (und in Kanada auch der XJ12) erhältlich war, gesellte sich ein Jaguar Vanden Plas als vornehme Alternative hinzu. In den USA, wohin der XJ12 aufgrund der Strafsteuer auf Fahrzeuge mit hohem Verbrauch nicht exportiert wurde, gab es letzteren in der 4,2 Liter-Ausführung, in Kanada mit dem V12-Motor.
Ein Jahr später, im Herbst 1983 also, vollzog sich eine ähnliche Umbenennung in England, wo der Daimler Sovereign und der Daimler Double Six nun als Jaguar Sovereign 4.2 und Jaguar Sovereign H.E. vertrieben wurden. Der Name Daimler Double Six fand für das frühere Spitzenmodell weitere Verwendung, da Jaguar sich im Zuge der Privatisierung gegenüber Austin Rover verpflichtet hatte, den Namen Vanden Plas in England und Europa nicht mehr zu verwenden.
Ende 1985 entschloss sich Jaguar, die Bezeichnung H.E. bei allen Modellen durch die verständlichere Bezeichnung „V12“ zu ersetzen. In Kontinentaleuropa wurde der Jaguar Vanden Plas H.E. nun als Daimler Double Six angeboten. Der Bereich um Schalt- oder Wählhebel erhielt bei allen Modellen ein zum Armaturenbrett passend ausgewähltes Holzfurnier anstelle des früheren schwarzen Vinylbezuges.
Die Produktion des XJ6 wurde 1986 eingestellt, wobei die Lieferungen in die USA noch bis Anfang 1987 fortgesetzt wurden. Der Nachfolger konnte dort erst im Mai 1987 vorgestellt werden. Die Serie III wurde mit V12-Motor allerdings noch bis 1992 weiterproduziert (zu den Hintergründen siehe XJ40). Der XJ12/Daimler Double Six wurde im Jahr 1989 für das Modelljahr 1990 noch einmal umfangreich überarbeitet und unter anderem mit einem Bosch-ABS und einer Abgasreinigungsanlage mit geregeltem Katalysator (bis dahin nur auf Wunsch erhältlich) ausgerüstet. Mit Ablauf des Produktionsjahres 1991 wurde die Produktion des nicht mehr mit dem Beinamen Sovereign versehenen einfacheren V12 eingestellt. Der letzte Daimler Double Six der Serie III lief am 30. November 1992 nach insgesamt 177.668 Exemplaren vom Band. Insgesamt brachte es die XJ-Serie damit auf 404.243 Exemplare – mehr als jede andere Jaguar-Baureihe vorher.
Das Karosseriewerk Ladbroke-Avon in Warwick stellte ab 1980 in kleiner Serie eine Kombiversion des XJ Serie III und des Daimler-Parallelmodells her.
|                                        | XJ6 3.4                                                                                  | XJ6 4.2                                                                                  | XJ12 5.3 H.E.                                   | XJ12 5.3 1                                      |
| -------------------------------------- | ---------------------------------------------------------------------------------------- | ---------------------------------------------------------------------------------------- | ----------------------------------------------- | ----------------------------------------------- |
| Motor:                                 | 6-Zylinder-Reihenmotor (Viertakt)                                                        | 6-Zylinder-Reihenmotor (Viertakt)                                                        | 12-Zylinder-V-Motor (Viertakt), Gabelwinkel 60° | 12-Zylinder-V-Motor (Viertakt), Gabelwinkel 60° |
| Hubraum:                               | 3442 cm³                                                                                 | 4235 cm³                                                                                 | 5343 cm³                                        | 5343 cm³                                        |
| Leistung bei 1/min:                    | 119 kW(162 PS) bei 5500                                                                  | 151 kW(205 PS) bei 4750                                                                  | 217–220 kW(295–299 PS) bei 5500                 | 194 kW(264 PS) bei 5250                         |
| max. Drehmoment bei 1/min:             | 255 Nm                                                                                   | 313 Nm                                                                                   | 432 Nm/3000                                     | 377 Nm/2750                                     |
| Getriebe:                              | Vollsynchronisiertes 5-Gang-Getriebe oder Borg-Warner-Dreigangautomatik Hinterradantrieb | Vollsynchronisiertes 5-Gang-Getriebe oder Borg-Warner-Dreigangautomatik Hinterradantrieb | GM TH400-Dreigangautomatik Hinterradantrieb     | GM TH400-Dreigangautomatik Hinterradantrieb     |
| Höchstgeschwindigkeit (Werk):          | 185–188 km/h                                                                             | 209 km/h                                                                                 | 225 km/h                                        | 223 km/h                                        |
| 0–100 km/h (Werk):                     | 11,6 s                                                                                   | 10,5 s                                                                                   | 7,9 s                                           | 8,9 s                                           |
| Verbrauch (Liter/100 Kilometer, Werk): | 12,5 S                                                                                   | 12,8 S                                                                                   | 14,3–19,5 S                                     |                                                 |

 1 Version mit geregelten Kat